# Кільйон
Кільйон (ісп. Quillón) — місто в Чилі. Адміністративний центр однойменної комуни. Населення — 7285 осіб (2002). Місто і комуна входить до складу провінції Дигильїн і регіону Ньюбле.
Територія комуни — 423 км². Чисельність населення — 15 475 осіб (2007). Щільність населення — 36,58 чол./км².

## Розташування
Місто розташоване за 35 км на південний захід від адміністративного центру провінції міста Чильян.
Комуна межує:
- на півночі — з комуною Ранкіль
- на північному сході — з комуною Чильян
- на сході — з комуною Бульнес
- на південному сході — з комуною Пемуко
- Півдні — з комуною Юмбель, Кабреро
- на заході — з комуною Флорида